# Chanama
Chanama fue un cacique indígena de una tribu de la actual Barcelona, en Tolima, Colombia. Los habitantes de la región llamaban Chanama a los terrenos donde había gobernado el cacique.

## Historia
Chanama fue el cacique de Quimba-ana, gobernante de la cuenca alta del río Quimba-ya, cerca al municipio de Roncesvalles en el Tolima y que defendió los territorios Pijao de Amo-ya junto con el Cacica Chequera del conquistador español Capitán Bocanegra en el lugar donde hoy es la ciudad de Chaparral en el Tolima.
En 1585, después que Bocanegra repoblara el Fuerte del Escoria y lo llamara, Medina de las Torres continuó con los castigos para quienes en minga atentaron contra el fuerte de Santiago de la Frontera. Alistó el conquistador cincuenta hombres para ir en contra de los pijao de la vertiente occidental de la Cordillera central de Colombia en las regiones de Totorambo y Bulira y que desde allí descendían para dar contra el Fuerte de Buga y Cartago usando los afluentes del Río Cauca o Cauca-ya, territorios de Cauca-ana. Fueron varias las emboscadas acometidas por el Cacica Chanama sobre los españoles y no dejaron victoria para ninguno de los bandos, los rancheos del conquistador descubrieron en las estancias nativas buena cantidad de objetos obtenidos de los ataques pijao sobre el Valle del Río Cauca durante los enfrentamientos fueron hechos prisioneros más de doce nativos y otro tanto mayor fueron muertos, relatan los cronistas que algunos nativos ya hacían uso de algunas armas de fuego obtenidas en sus asaltos como lo hicieron al matar con arcabuz a uno de nombre Francisco de Rojas y en esta última fue herido mortalmente el cacica de Quimba-ana Chanama
Todo esto ocurrió antes de que Don Bernardino de Mojica y Guevara, encomendero de Tunja y Popayán, habitara “Medina de las Torres”, después que bajo intrigas cortesanas, se la arrebatara por una licencia de la Real Audiencia de Santa Fe de Bogotá, a quien la hizo prosperara y en paz con los pijao, el Capitán Bocanegra, y desde ahí asentara el fuerte de San Miguel de Pedraza, actual municipio de San Antonio en el Tolima y abandonadas ambas en tiempos de Mojica, por ser la población reducida a causa virus de la viruela y donde murieron buena parte de sus habitantes, tanto españoles como nativos de la región aliados y al servicio de los conquistadores